# Jílecký potok

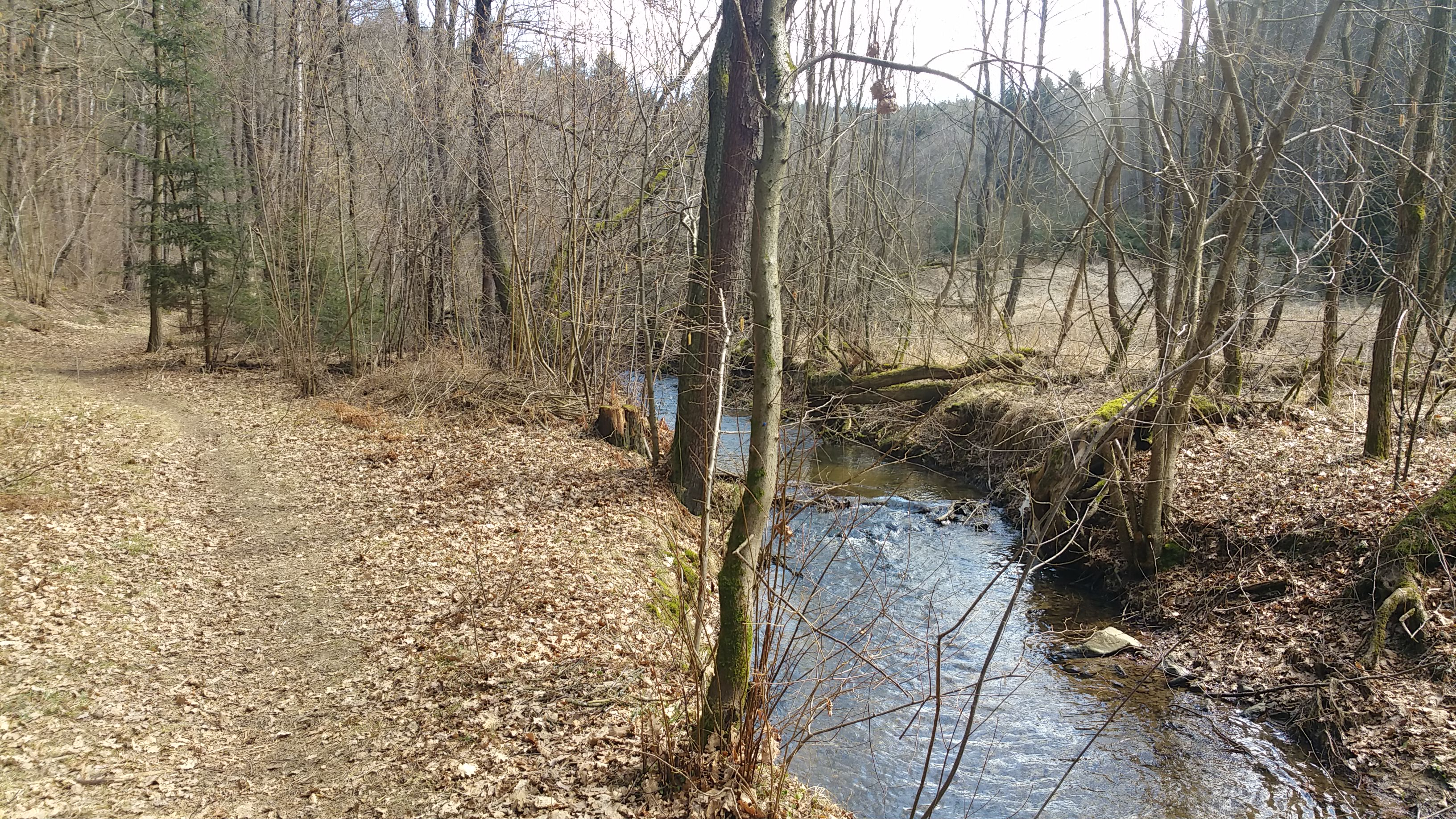
Jílecký potok Českokrumlovsko

Jílecký potok je potok v okrese Český Krumlov v Jihočeském kraji, pravostranný přítok řeky Vltavy. Jeho celková délka činí 12,1 km. V horní části Jíleckého potoka je převážně štěrkovité dno. Dno je převážně písčité a jsou zde i hlubší tůně. Tok potoka je špatně přístupný. Spád je střední na délce toku 12,1 km je rozdíl nadmořské výšky mezi ústím a pramenem 350 m (2,75.%)

## Průběh toku
Jílecký potok pramení zhruba 1 km severozápadně od osady Zahrádka (Rožmitál na Šumavě) v Přírodním parku Poluška v nadmořské výšce cca 810 m. Protéká přírodním parkem okolo osady Osek a Sedlice, zde přibírá vody více menších nejmenovaných krátkých potoků. Dále pak osadou Malčice a u Mirkovic ve srázu pod silnicí Český Krumlov - Kaplice zde se do potoka postupně vlévají potoky Malčický a Mirkovický. Za osadou Mirkovice do potoka ústí větší potok Zubčický, poté Jílecký potok vtéká do širokého koryta okolo usedlosti Jílkův mlýn dále pak kolem místa zvaném Kulichův kříž, kde se asi po 1 km vlévá z levé strany do Vltavy mezi osadami Svachova Lhotka a Černice.

### Větší přítoky
- Zahrádecký potok je levostranný přítok, do Jíleckého potoka se vlévá na jejím 1,3 říčním kilometru nedaleko Jaklu.
- Mojenský potok je pravostranný přítok, do Jíleckého potoka se vlévá na jejím 2,5 říčním kilometru.
- Zubčický potok je pravostranný přítok, do Jíleckého potoka se vlévá na jejím 3,8 říčním kilometru pod Žalticemi.
- Mirkovický potok je levostranný přítok, do Jíleckého potoka se vlévá na jejím 5,1 říčním kilometru u místa Hamr.
- Malčický potok (hčp 1-06-01-166) je levostranný přítok, do Jíleckého potoka se vlévá na jejím 7,9 říčním kilometru nedaleko Malčic.

## Vodní režim
Průměrný průtok u ústí činí 0,39  m³/s.